# Fat Festa
Fat Festa é o segundo álbum do grupo Fat Family, lançado em 1999 pela EMI Music. Esse disco foi premiado com Disco de Ouro pela ABPD devido as mais de 100 mil cópias vendidas no Brasil. Foi nesse disco, que a Fat Family recebeu a oitava irmã, Suely Cipriano, como integrante do grupo.

## Faixas
1. Intro Phat
2. Fat Family (We Are Family)
3. Chegou a Festa
4. Fácil de Dizer
5. Madrugada
6. Eu Não Vou
7. Se Você Soubesse
8. Minha Timidez
9. Em Nosso Coração
10. Acreditar
11. Oh Happy Day